# Regierungen der Tschechoslowakei
Die hier angeführten Regierungen der Tschechoslowakei stellen eine Übersicht über alle Regierungen dar, die vom Oktober 1918 (Entstehung des Landes) bis Dezember 1992 (Teilung des Landes zum 1. Januar 1993) auf dem Gebiet der ehemaligen Tschechoslowakei im Amt waren.
Obwohl es aus rechtsstaatlicher Hinsicht fraglich erscheinen könnte, sind hier zwecks Vollständigkeit aufgrund der komplizierten Geschichte des Landes auch solche Regierungen aufgeführt, welche sich nicht auf eine rechtsstaatliche Kontinuität berufen können – den historischen Gesichtspunkten wurde hier der Vorrang gegeben. Dies betrifft nicht nur das Gebiet des Protektorats Böhmen und Mähren und des Slowakischen Staates, sondern auch die Regierungen der autonomen Slowakei sowie der Karpatenukraine, die seit 1919 mit Unterbrechungen (vom 2. November 1938 bis Herbst 1944) zur Tschechoslowakei gehörte (als Karpatenrussland bzw. Podkarpatská Rus) und erst durch einen Vertrag zwischen der Tschechoslowakei und der Sowjetunion vom 29. Juni 1945, der am 30. Januar 1946 in Kraft trat, endgültig der Sowjetunion zugeschlagen wurde.
Ebenfalls enthalten sind die Regierungen der Teilrepubliken (Tschechische Sozialistische Republik bzw. Tschechische Republik sowie Slowakische Sozialistische Republik bzw. Slowakische Republik) 1969–1992, nicht jedoch die Regierungen dieser teilweise gleichnamigen selbständigen Staaten nach dem 1. Januar 1993.

## Periodisierung
Tschechoslowakei 1918–1938
Bei diesem Zeitabschnitt versteht man die Zeit seit der Gründung der Tschechoslowakei im Oktober 1918 bis zur Einmarsch der deutschen Truppen im Sudetenland ab dem 1. Oktober 1938 infolge des Münchner Abkommens.

In dieser Zeit gab es 4 Parlamentswahlen, es regierten 10 Premierminister und es gab 19 Regierungen.
Tschecho-Slowakei 1938–1939
Dieser Zeitabschnitt, auch die sogenannte zweite (tschechoslowakische) Republik genannt, umfasst den Zeitraum vom 1. Oktober 1938 bis zum 14. März 1939, nachdem das Land teilweise besetzt wurde.
Nach dem Verlust des Sudetenlandes haben im Oktober die Slowakei und die Karpatenukraine ihre Autonomie ausgerufen; am 22. November 1938 hat das Parlament der Tschecho-Slowakei das Verfassungsgesetz č. 299/1938 Sb. über die Autonomie des Slowakischen Staates sowie das Verfassungsgesetz 329/1938 Sb. über die Autonomie der Karpatenukraine (des Karpatenrusslands) angenommen; das Gebiet wurde am 17. November dann offiziell aus Transkarpatenrussland (tschechisch: Podkarpatská Rus) in Karpatenukraine (tschechisch: Karpatská Ukrajina) umbenannt.
Der Staat hat damit eine föderale Form angenommen. Bereits vor dem Inkrafttreten der Autonomiegesetze proklamierten beide Landesteile ihre Autonomie (die ihnen auch bereits 1919 zugesprochen wurde), es wurden die slowakische und die karpatenukrainische Regierungen gebildet, während die bisherige tschecho-slowakische Regierung die Form einer Regierung für die tschechischen Länder erfüllte. Auf diesem Gebieten gab es folgende Regierungen.
- Tschechische Länder: 2 Premierminister und 2 Regierungen
- Slowakei: 3 Premierminister und 5 Regierungen
- Karpatenukraine: 2 Premierminister und 4 Regierungen

Das Zweite Weltkrieg
Das Land gehört nicht mehr zusammen, die einzelnen Landesteile haben ihre eigenen Regierungen, außerdem erhebt eine rückwirkend als legitim anerkannte Exilregierung den Anspruch auf die Kontinuität des ursprünglichen Staates.
- Protektorat Böhmen und Mähren (Protektorát Čechy a Morava): Diese Periode beginnt am 15./16. März 1939, nachdem die deutschen Truppen das restliche Staatsgebiet der Tschecho-Slowakischen Republik besetzten (die sogenannte Zerschlagung der Rest-Tschechei), und endet im Frühjahr 1945 mit der fortschreitenden Befreiung und der Installation einer neuen (provisorischen) Regierung in Košice. Es gab 4 Premierminister und 4 Regierungen
- Der Slowakische Staat (später auch Slowakei): Die Slowakei rief am 14. März 1939 ihre Unabhängigkeit aus, die ebenfalls bis Frühjahr 1945 (Installation einer neuen Regierung in Košice) bestand. Es gab 3 Premierminister und 3 Regierungen.
- Die selbständige Karpatenukraine, auch die Republik Karpatenukraine: Am 15. März 1939 rief auch die Karpatenukraine ihre Unabhängigkeit aus, wurde jedoch umgehend durch Ungarn annektiert. Es gab 1 Premierminister und 1 Regierung.
- Die Exilregierung: der Vorläufer der Exilregierung, die während des Krieges in London arbeitete und international anerkannt war, sind der Tschechoslowakische Nationalausschuss (Paris, 1939). Die Exilregierung, die ihren Sitz in London hatte, war im Amt vom 21. Juli 1940 bis 5. April 1945.

Tschechoslowakei 1945–1948
Diese Periode, die unmittelbare Nachkriegszeit, wird mit einer freien bürgerliche Demokratie assoziiert. Sie endet mit der kommunistischen Machtübernahme im Februar 1948. Sie umfasst 2 Premierminister und 3 Regierungen.
Die Tschechoslowakische Republik (1948–1960)
In der ersten Phase nach der kommunistischen Machtübernahme, in der die Vorherrschaft der kommunistischen Partei gefestigt wurde, wurde das Land zentral regiert. Es gab 3 Premierminister und 4 Regierungen.
Die Tschechoslowakische Sozialistische Republik 1960–1990
Am 11. Juli 1960 erhielt der Staat eine neue "sozialistische" Verfassung und infolgedessen einen neuen Namen. Als eine der wenigen Änderungen, die während der Zeit des Prager Frühlings vorgesehen waren, wurde der Staat zum 1. Januar 1969 zu einer föderativen Republik umgewandelt, außer einer zentralen Regierung erhielten die Teilstaaten Tschechische Sozialistische Republik und Slowakische Sozialistische Republik ihre eigenen Regierungen.
Es waren folgende Regierungen im Amt:
- Tschechoslowakische Sozialistische Republik (mit einer Zentralregierung): 6 Premierminister und 14 Regierungen
- Tschechische Sozialistische Republik: 6 Premierminister und 6 Regierungen
- Slowakische Sozialistische Republik: 5 Premierminister und 6 Regierungen

Die Tschechische und Slowakische Föderative Republik 1990–1992
Die Tschechoslowakische Föderative Republik entstand am 29. März 1990 und wurde am 22. April 1990 in Tschechische und Slowakische Föderative Republik umbenannt. Neben der zentralen Regierung hatten beide Teilstaaten ihre eigene Regierung. Diese Republik zerfiel zum 1. Januar 1993 in die unabhängigen Staaten Tschechische Republik und Slowakische Republik.
Es waren folgende Regierungen im Amt:
- Tschechische und Slowakische Föderative Republik (mit einer Zentralregierung): 2 Premierminister und 3 Regierungen
- Tschechische Republik: 5 Premierminister und 3 Regierungen
- Slowakische Republik: 3 Premierminister und 4 Regierungen

## Regierungen der Tschechoslowakischen Republik 1918–1938
- Vorläufige tschecho-slowakische Regierung, Vorsitz: Tomáš Garrigue Masaryk (1918)
- Regierung Karel Kramář (14.11.1918 – 8. 7.1919)
- Regierung Vlastimil Tusar I (8.7.1919 – 25. 5.1920)
- Regierung Vlastimil Tusar II (25. 5.1920 – 15. 9.1920)
- Regierung Jan Černý I (15. 9.1920 – 26. 9.1921)
- Regierung Edvard Beneš (26.9.1921 – 7.10.1922)
- Regierung Antonín Švehla I (7.10.1922 – 9.12.1925)
- Regierung Antonín Švehla II (9.12.1925 – 18. 3.1926)
- Regierung Jan Černý II (18.3.1926 – 12.10.1926)
- Regierung Antonín Švehla III (12.10.1926 – 1. 2.1929)
- Regierung František Udržal I (1. 2.1929 – 7.12.1929, Rücktritt 27. Oktober 1929)
- Regierung František Udržal II (7.12.1929 – 29.10.1932, Rücktritt 24. Oktober 1932)
- Regierung Jan Malypetr I (29. 10.1932 – 14. 2.1934)
- Regierung Jan Malypetr II (14.2.1934 – 4. 6.1935, Rücktritt 28. Mai 1935)
- Regierung Jan Malypetr III (4.6.1935 – 5.11.1935)
- Regierung Milan Hodža I (5.11.1935 – 18.12.1935)
- Regierung Milan Hodža II (18.12.1935 – 21.7.1937, Rücktritt 17. Juli 1937)
- Regierung Milan Hodža III (21.7.1937 – 22.9.1938)
- Regierung Jan Syrový I (22.9.1938 – 4.10.1938)

## Regierungen der Tschecho-Slowakischen Republik 1938–1939
Tschecho-Slowakei (Zentralregierung)
- Regierung Jan Syrový II (4.10.1938 – 1.12.1938)
- Regierung Rudolf Beran I (1.12.1938 – 15.3.1939)[Anm. 3]

Slowakei ("Slowakisches Land")
- Regierung Jozef Tiso I (6./7.10.1938 – 1.12.1938)
- Regierung Jozef Tiso II (1.12.1938 – 20.1.1939)
- Regierung Jozef Tiso III (20.1.1939 – 9.3.1939)
- Regierung Jozef Sivák (9.3.1939 – 11.3.1939)
- Regierung Karol Sidor (11.3.1939 – 14.3.1939)

Karpatenukraine
- Regierung Andrij Brodij (11. – 26.10.1938)
- Regierung Awgustyn Woloschyn I (26.10. – 1.12.1938)
- Regierung Awgustyn Woloschyn II (1.12.1938 – 6.3.1939)
- Regierung Awgustyn Woloschyn III (6.3.1939 – 15.3.1939)

## Regierungen während des Zweiten Weltkriegs
Protektorat Böhmen und Mähren
- Regierung Rudolf Beran II (16.3.1939 – 27.4.1939)[Anm. 3]
- Regierung Alois Eliáš (27.4.1939 – 19.1.1942)
- Regierung Jaroslav Krejčí (19.1.1942 – 19.1.1945)
- Regierung Richard Bienert (19.1.1945 – 5.5.1945)

Slowakischer Staat
- Regierung Jozef Tiso IV (14.3.1939 – 17.10.1939)
- Regierung Vojtech Tuka (27.10.1939 – 5.9.1944)
- Regierung Štefan Tiso (5.9.1944 – 4.4.1945)

Die Republik Karpatenukraine
- Regierung Julijan Rewaj (15. – 18.3.1939)

Die Exilregierung
- Tschechoslowakische Exilregierung – umfasst die Regierungen
  - Regierung Jan Šrámek I (21.7.1940 – 12.11.1942)
  - Regierung Jan Šrámek II (12./14.11.1942 – 5.4.1945)

## Regierungen der Tschechoslowakischen Republik 1945–1948
- Regierung Zdeněk Fierlinger I (4./5.4.1945 – 6.11.1945)
- Regierung Zdeněk Fierlinger II (6.11.1945 – 2.7.1946)
- Regierung Klement Gottwald I (2.7.1946 – 25.2.1948)

## Regierungen der Tschechoslowakischen Republik 1948–1960
- Regierung Klement Gottwald II (25. 2.1948 – 15.6.1948)
- Regierung Antonín Zápotocký (15.6.1948 – 21.3.1953)
- Regierung Viliam Široký I (21.3.1953 – 12.12.1954)
- Regierung Viliam Široký II (12.12.1954 – 11.7.1960)

## Regierungen der Tschechoslowakischen Sozialistischen Republik 1960–1990
Tschechoslowakische Sozialistische Republik
- Regierung Viliam Široký III (11.7.1960 – 20.9.1963)
- Regierung Jozef Lenárt (20.9.1963 – 8.4.1968)
- Regierung Oldřich Černík I (8.4.1968 – 31.12.1968)
- Regierung Oldřich Černík II (1.1.1969 – 29.9.1969)[Anm. 4]
- Regierung Oldřich Černík III (29.9.1969 – 28.1.1970)[Anm. 4]
- Regierung Lubomír Štrougal I (28.1.1970 – 9.12.1971)
- Regierung Lubomír Štrougal II (9.12.1971 – 11.11.1976)
- Regierung Lubomír Štrougal III (11.11.1976 – 17.6.1981)
- Regierung Lubomír Štrougal IV (17.6.1981 – 16.6.1986)
- Regierung Lubomír Štrougal V (16.6.1986 – 20.4.1988)
- Regierung Lubomír Štrougal VI (21.4.1988 – 11.10.1988)
- Regierung Ladislav Adamec (12.10.1988 – 10.12.1989)
- Regierung Marián Čalfa I (10.12.1989 – 27.6.1989)
- Regierung Marián Čalfa II (27.6.1989 – 2.7.1992)[Anm. 5]

Tschechische Sozialistische Republik (Teilrepublik, 1969–1990)
- Regierung Stanislav Rázl (8.1.1969 – 29.9.1969)
- Regierung Josef Kempný und Josef Korčák (29.9.1969 – 9.12.1971)
- Regierung Josef Korčák II (9.12.1971 – 4.11.1976)
- Regierung Josef Korčák III (4.11.1976 – 18.6.1981)
- Regierung Josef Korčák IV (18.6.1981 – 18.6.1986)
- Regierung Josef Korčák V, Ladislav Adamec, František Pitra und Petr Pithart (18.6.1986 – 29.6.1990)[Anm. 6]

Slowakische Sozialistische Republik (Teilrepublik, 1969–1990)
- Regierung Štefan Sádovský und Peter Colotka (2.1.1969 – 8.12.1971)
- Regierung Peter Colotka I (8.12.1971 – 4.11.1976)
- Regierung Peter Colotka II (4.11.1976 – 18.6.1981)
- Regierung Peter Colotka III (18.6.1981 – 18.6.1986)
- Regierung Peter Colotka IV, Ivan Knotek und Pavol Hrivnák (18.6.1986 – 8.12.1989)
- Regierung Milan Čič (12.12.1989–26.6.1990)[Anm. 7]

## Regierungen der Tschechischen und Slowakischen Föderativen Republik 1990–1992
Tschechische und Slowakische Föderative Republik
- Regierung Marián Čalfa II (27.6.1990 – 2.7.1992)[Anm. 5]
- Regierung Jan Stráský (2.7.1992 – 31.12.1992)

Tschechische Republik (Teilrepublik)
- Regierung Josef Korčák V, Ladislav Adamec, František Pitra und Petr Pithart (18.6.1986 – 29.6.1990)[Anm. 6]
- Regierung Petr Pithart (29.6.1990 – 2.7.1992)
- Regierung Václav Klaus I (2.7.1992 – 4.7.1996)[Anm. 8]

Slowakische Republik (Teilrepublik)
- Regierung Milan Čič (12.12.1989 – 26.6.1990)[Anm. 7]
- Regierung Vladimír Mečiar I (27.6.1990 – 22.4.1991)
- Regierung Ján Čarnogurský (23.4.1991 – 24.6.1992)
- Regierung Vladimír Mečiar II (24.6.1992 – 15.3.1994)[Anm. 9]